# NGC 3292/2
NGC 3292/2 је лентикуларна галаксија у сазвежђу Секстант која се налази на NGC листи објеката дубоког неба.
Деклинација објекта је - 6° 11' 3" а ректасцензија 10h 35m 30,9s. Привидна величина (магнитуда) објекта NGC 3292 износи 15,1 а фотографска магнитуда 16,1. NGC 32922 је још познат и под ознакама MCG -1-27-22, NPM1G -05.0370, PGC 31364.